# Macandé
Gabriel Díaz Fernández conocido como Macandé (Cádiz, 1897- 1947) fue un  cantante y vendedor ambulante de etnia gitana que hizo famosos sus pregones y fandangos artísticos.

## Biografía
Cantaor de personalidad anormal, de pequeño vendía caramelos. En ocasiones cantaba con un caramelo en la boca. Siempre al borde la locura, se casó con una muda, teniendo varios hijos todos mudos, lo que acabó de trastornarlo. En caló, "Macandé" quiere decir, precisamente, loco, chalado, y en este sentido lo utilizan los gitanos extremeños. En 1935 ingresó en el manicomio de Cádiz, donde recibía las visitas de amigos cantaores, como Manolo Caracol.

## Legado e influencia
En el carnaval de 1998, una comparsa de El Puerto de Santa María escrita por Luis Galán, hizo un homenaje al cantaor recreando las virtudes del personaje.
El guionista Felipe Hernández Cava y la dibujante Laura se inspiraron en su vida para crear su álbum Macandé (Ikusager Ediciones, 2000).